# National Renewable Energy Laboratory
Il National Renewable Energy Laboratory (NREL) (in italiano: «Laboratorio nazionale per le energie rinnovabili»), situato a Golden (Colorado) negli Stati Uniti, è il principale laboratorio nazionale del Dipartimento dell'Energia degli Stati Uniti d'America. È dedicato alla ricerca e allo sviluppo sulle energie rinnovabili e sull'efficienza energetica.
Fondato nel 1974, l'NREL è operativo dal 1977. Si chiamava all'epoca Solar Energy Research Institute (in italiano: «Istituto di ricerca sull'energia solare»). Fu ribattezzato NREL nel settembre 1991 quando ricevette lo statuto di laboratorio nazionale.

Attualmente è un impianto di proprietà del Governo statunitense, gestito da appaltatori; è sovvenzionato attraverso il Dipartimento dell'Energia (Department of Energy, DOE). Questo accordo permette a un soggetto privato di gestire il laboratorio per conto del governo federale in base a un contratto d'appalto generale. L'NREL riceve fondi dal Congresso da destinare a progetti di ricerca e sviluppo. Il laboratorio svolge anche ricerche sul fotovoltaico (FV) sotto il National Center for Photovoltaics («Centro nazionale per il fotovoltaico»). L'NREL ha numerose funzioni di ricerca FV, tra le quali ricerca e sviluppo, sperimentazione e installazione, ospitate in varie strutture del campus.

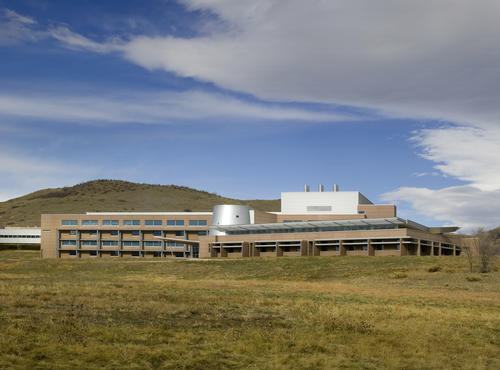
Edifici dell'NREL a Golden (Colorado)

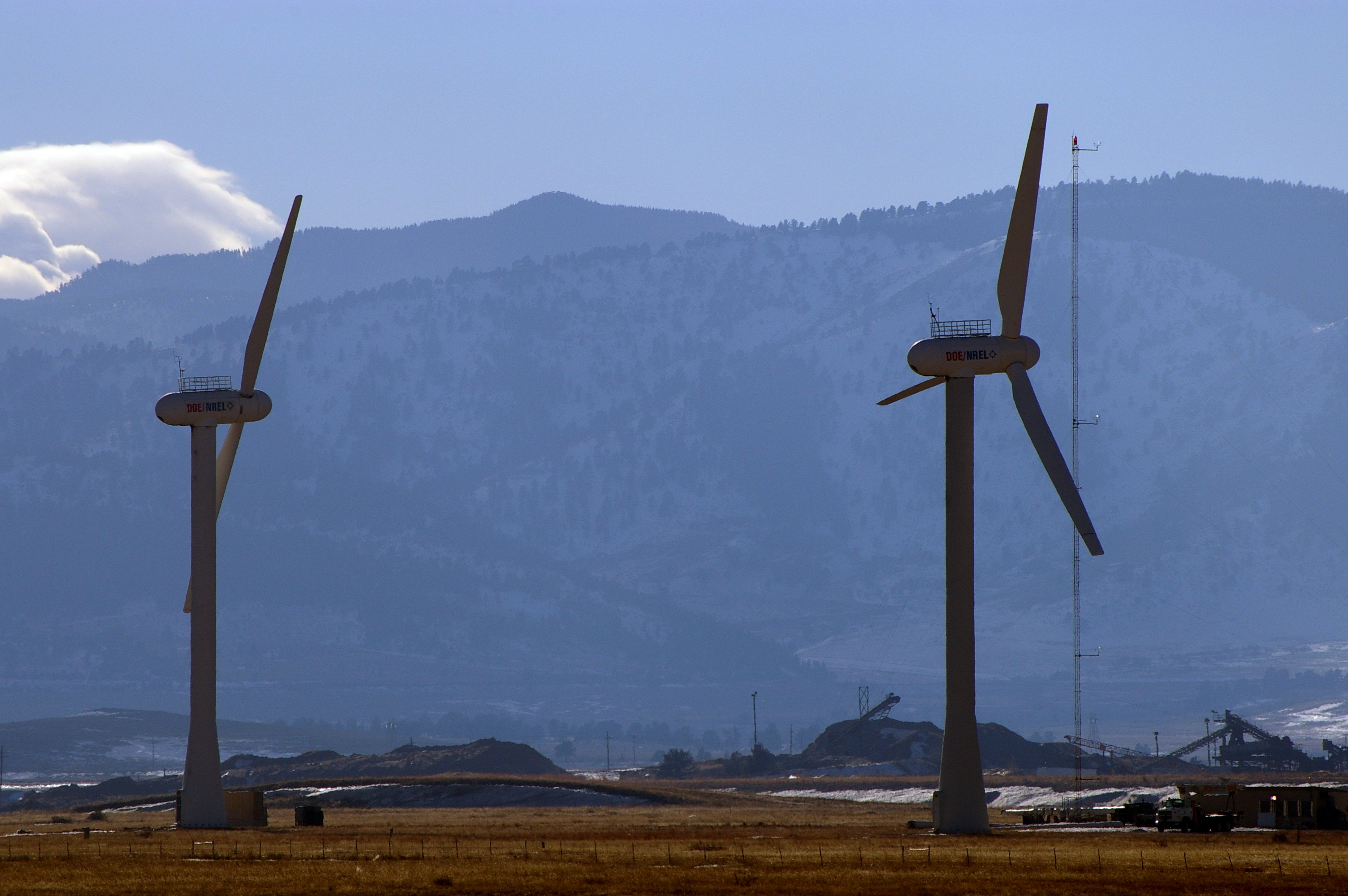
Le principali turbine eoliche per la ricerca presso l'NREL